# 蘇利耶闍耶跋摩
苏利耶阇耶跋摩（梵文名，Suryajayavarman，?—?），占婆（占城）12世紀国王。
原名戚英（因王子，In），真腊国王阇耶跋摩七世的妹夫。1190年，阇耶跋摩七世俘占城王阇耶因陀罗跋摩四世，以戚英为佛逝王（蘇利耶闍耶跋摩），占城人蘇利耶跋摩为宾童龙王。次年，占城贵族罗苏婆底将蘇利耶闍耶跋摩驱赶回真腊，自立为佛逝王（闍耶因陀羅跋摩五世）。